# Magellania venosa
Magellania venosa är en armfotingsart som först beskrevs av Daniel Solander 1789.  Magellania venosa ingår i släktet Magellania och familjen Terebratellidae. Inga underarter finns listade i Catalogue of Life.